# بين سميث (لاعب كريكت بريطاني)
بين سميث (3 أبريل 1972 في المملكة المتحدة - ) (بالإنجليزية: Benjamin Francis Smith)‏ هو لاعب كريكت بريطاني. لعب مع نادي مقاطعة ورسسترشاير للكريكيت ‏ ونادي مقاطعة ليسترشاير للكريكت ‏ وCentral Districts cricket team ‏.

## وصلات خارجية
- بنجامين سميث على موقع إي آس بي آن كريك إنفو (الإنجليزية)